# Clermont-Créans
Clermont-Créans è un comune francese di 1 225 abitanti situato nel dipartimento della Sarthe nella regione dei Paesi della Loira.

## Società

### Evoluzione demografica
Abitanti censiti